# Eparchie Asijút
Eparchie Asijút koptská katolická eparchie nacházející se v Egyptě.

## Území
Zahrnuje území mezi 27. a 28. rovnoběžkou, východně hraničí s Rudým mořem a západně s Libyjskou pouští.
Biskupským sídlem je město Asijút, kde se nachází hlavní chrám, katedrála Panny Marie Božské lásky.

## Historie
Eparchie byla zřízena 10. srpna 1947 bulou Ex Petri Cathedra papeže Pia XII. z části území eparchie Luxor.
Dne 23. září 2022 byla část území včleněna do nové eparchie El Quseyya.

## Seznam biskupů
- Alexandros Scandar (1947–1964)
- Youhanna Nueir, O.F.M. (1965–1990)
- Kyrillos Kamal William Samaan, O.F.M. (1990–2021)
- Danial Lofty Khella (od 2022)